# SummerSlam (2018)
SummerSlam 2018 fue la trigésima primera edición de SummerSlam, un evento pago por visión de lucha libre profesional realizado por la WWE. Tuvo lugar el 19 de agosto de 2018 en el Barclays Center en Brooklyn, Nueva York, Nueva York. Los temas oficiales del evento son "Burn the House Down" de AJR, y "Sweet Sensation" de Flo Rida.
Esta será la cuarta y última edición consecutiva del evento en ser realizada en el Barclays Center después de los años 2015, 2016 y 2017, y la octava en realizarse en el estado de Nueva York superando a California con más eventos de SummerSlam.

## Antecedentes
Después de derrotar a Nia Jax en Extreme Rules en un Extreme Rules match, la noche siguiente en Raw la Campeona Femenina de Raw Alexa Bliss dijo que había derrotado a todas las mujeres en el roster de Raw. Ronda Rousey, a quien Bliss había atacado en Money in the Bank costándole su lucha por el campeonato y que había sido suspendida, salió de la multitud y atacó a Bliss y Mickie James. El gerente general de Raw, Kurt Angle, luego salió y declaró que como Rousey había roto su suspensión, sería suspendida por otra semana. Angle luego programó a Bliss para defender el Campeonato Femenino de Raw contra Rousey en SummerSlam mientras Rousey no atacara a Bliss nuevamente.
En el Raw después de Extreme Rules, el gerente general de Raw, Kurt Angle, programó a Brock Lesnar a defender el Campeón Universal de la WWE en SummerSlam. Bobby Lashley, Drew McIntyre, Seth Rollins, Elias, Finn Bálor y Roman Reigns salieron y defendieron sus casos sobre por qué deberían cada uno enfrentar a Lesnar por el campeonato. En respuesta, Angle programó dos Triple Threat matches esa noche con los ganadores enfrentándose la semana siguiente para ver quién enfrentaría a Lesnar en SummerSlam. Reigns ganó el primer combate al derrotar a Bálor y McIntyre, mientras que Lashley ganó el segundo combate al derrotar a Elias y Rollins, estableciendo así a Reigns contra Lashley la semana siguiente, lucha que Reigns ganó para enfrentar a Lesnar por el Campeonato Universal de la WWE en SummerSlam.
En Extreme Rules, Kevin Owens derrotó a Braun Strowman en un Steel Cage match después que Strowman lo arrojara desde la cima de la celda. Luego se programó una revancha para SummerSlam con la estipulación de que si Owens ganaba, incluso por descalificación o cuenta fuera, él ganaría el contrato Money in the Bank de Strowman.
En Extreme Rules, Dolph Ziggler derrotó a Seth Rollins 5-4 en tiempo extra de muerte súbita de un 30-Minute Iron Man match para retener el Campeonato Intercontinental, tras interferencia de Drew McIntyre. Una revancha entre Ziggler y Rollins por el título fue programada para SummerSlam.
En Extreme Rules, Finn Bálor derrotó a Baron Corbin. Pocas semanas después, se programó una revancha entre los dos, con Corbin derrotando a Bálor. La semana siguiente, otro combate entre los dos fue programado para SummerSlam.
En el episode del 13 de agosto de Raw, The B-Team (Bo Dallas & Curtis Axel) defendió el Campeonato en Parejas de Raw contra Matt Hardy & Bray Wyatt y The Revival (Dash Wilder & Scott Dawson) en una lucha que The B-Team ganó después de que The Revival realizara un Shatter Machine a Wyatt, solo para que Axel cubriera a Wyatt por la victoria. Posteriormente se anunció que The B-Team defendería el Campeonato en Parejas de Raw contra The Revival en el pre-show de SummerSlam.
En el episodio del 24 de julio de SmackDown, la gerente general de SmackDown Paige estuvo a punto de anunciar al oponente de AJ Styles por el Campeonato de la WWE para SummerSlam con un contrato abierto, pero fue interrumpida por James Ellsworth, quien intentó reclamar la oportunidad y posteriormente fue despedido por Paige. Mientras Paige supervisó que Ellsworth fuera expulsado del edificio, Samoa Joe atacó a Styles con un Coquina Clutch. Luego, Joe firmó el contrato, haciendo su lucha por el título oficial en SummerSlam.
El 21 de julio, la gerente general de SmackDown Paige anunció un torneo de equipos en parejas, con el equipo ganador ganando la oportunidad de desafiar a The Bludgeon Brothers (Harper & Rowan) por el Campeonato en Parejas de SmackDown en SummerSlam. The New Day (Big E & Xavier Woods) y Cesaro & Sheamus avanzaron a la final al derrotar a SAni†Y (Alexander Wolfe & Killian Dain) y The Usos (Jey & Jimmy Uso) respectivamente. The New Day (Big E & Kofi Kingston) derrotaron a Cesaro & Sheamus en la final para enfrentarse a The Bludgeon Brothers por el título en SummerSlam.
En el episodio del 24 de julio de SmackDown, Becky Lynch derrotó a la Campeona Femenina de SmackDown Carmella en un combate no titular y se ganó el derecho de enfrentar a Carmella por el título en SummerSlam. La semana siguiente, Charlotte Flair regresó y salvó a Lynch de un ataque de Carmella. Luego Paige programó a Carmella para enfrentar a Flair con la estipulación de que si Flair ganaba, ella sería agregada al combate. Flair ganó el combate, por lo que el combate se convirtió en un Triple Threat match.
En Extreme Rules, Shinsuke Nakamura derrotó a Jeff Hardy para ganar el Campeonato de Estados Unidos después de un golpe bajo previo al combate. Una revancha entre los dos por el título fue programada para el siguiente SmackDown con Hardy ganando por descalificación después de ser atacado por Randy Orton. El 3 de agosto, otro combate entre los dos por el título fue programado para SummerSlam.
El 24 de agosto de 2016, Daniel Bryan (entonces gerente general de SmackDown) tuvo un altercado verbal con The Miz, en el que Bryan criticó la capacidad de lucha de The Miz y su estilo de lucha libre. The Miz luego respondió haciendo una diatriba acerca de las varias lesiones que Bryan había sufrido a lo largo de su carrera en la WWE. De ahí en adelante, Bryan y The Miz tendrían interacciones esporádicas durante más de un año. El 20 de marzo de 2018, después de otra lesión que amenazó su carrera, Bryan fue autorizado oficialmente para regresar al ring por médicos, y reanudó su feudo con The Miz, y pasó de interacciones esporádicas a los dos intercambiando palabras de forma regular. Esto continuó hasta el episodio del 31 de julio de SmackDown, donde Bryan desafió a The Miz a un combate en SummerSlam. Inicialmente, The Miz declinó el encuentro, afirmando que siempre había estado por encima de Bryan, y recomendó a Bryan regresar al circuito independiente una vez que su contrato con la WWE expirara. Sin embargo, la semana siguiente, The Miz aceptó el desafío de Bryan después de que se llevaran a cabo negociaciones entre los agentes de The Miz y la gerente general de SmackDown Paige.
En el episodio del 24 de julio de SmackDown, Andrade "Cien" Almas derrotó a Rusev. La semana siguiente, Zelina Vega derrotó a Lana. La semana siguiente se programó una revancha entre Vega y Lana, que Vega volvió a ganar. El 11 de agosto, un combate de equipos mixtos poniendo a Rusev y Lana contra Almas y Vega fue programado para el pre-show de SummerSlam.
En el episodio del 24 de julio de 205 Live, Drew Gulak derrotó a Mustafa Ali, Hideo Itami y TJP por detención del árbitro y se ganó el derecho de disputar por el Campeonato Peso Crucero. El 30 de julio, un combate entre el campeón Cedric Alexander y Gulak por el título fue programado para SummerSlam.

## Resultados
- Kick-Off: Andrade "Cien" Almas & Zelina Vega derrotaron a Rusev & Lana (7:00).[18][19]
  - Vega cubrió a Lana con un «Roll-up» apoyándose por las cuerdas.
- Kick-Off: Cedric Alexander derrotó a Drew Gulak y retuvo el Campeonato Peso Crucero de la WWE (10:15).[18][20]
  - Alexander cubrió a Gulak con un «Roll-up».
- Kick-Off: The B-Team (Bo Dallas & Curtis Axel) derrotaron a The Revival (Dash Wilder & Scott Dawson) y retuvieron el Campeonato en Parejas de Raw (6:15).[18][21]
  - Axel cubrió a Dawson con un «Roll-up» ayudado por Dallas.
- Seth Rollins (con Dean Ambrose) derrotó a Dolph Ziggler (con Drew McIntyre) y ganó el Campeonato Intercontinental (22:00).[22][23]
  - Rollins cubrió a Ziggler después de un «Curb Stomp».
  - Durante la lucha, McIntyre interfirió a favor de Ziggler.
- The New Day (Big E & Xavier Woods) (con Kofi Kingston) derrotaron a los Campeones en Parejas de SmackDown The Bludgeon Brothers (Harper & Rowan) por descalificación (9:45).[22][24]
  - The Bludgeon Brothers fueron descalificados después de que Rowan atacara a Woods con un mazo.
  - Como resultado, The Bludgeon Brothers retuvieron los campeonatos.
- Braun Strowman derrotó a Kevin Owens y retuvo el contrato Money in the Bank (1:50).[22][25]
  - Strowman cubrió a Owens después de un «Running Powerslam».
  - Si Owens ganaba, incluso por descalificación o cuenta fuera, hubiera ganado el contrato Money in the Bank de Strowman.
- Charlotte Flair derrotó a Carmella (c) y Becky Lynch y ganó el Campeonato Femenino de SmackDown (15:15).[22][26]
  - Flair cubrió a Lynch después de un «Natural Selection».
  - Después de la lucha, Lynch atacó a Flair, cambiando a heel.
- Samoa Joe derrotó al Campeón de la WWE AJ Styles por descalificación (22:45).[22][27]
  - Styles fue descalificado después de golpear a Joe con una silla.
  - Como resultado, Styles retuvo el campeonato.
- The Miz derrotó a Daniel Bryan (23:30).[22][28]
  - The Miz cubrió a Bryan después de golpearlo con un puño de acero.
  - Durante la lucha, Maryse interfirió a favor de The Miz.
- "The Demon" Finn Bálor derrotó a Baron Corbin (1:35).[22][29]
  - Bálor cubrió a Corbin después de un «Coup de Grâce».
- Ronda Rousey derrotó a Alexa Bliss y ganó el Campeonato Femenino de Raw (4:00).[22][30]
  - Rousey forzó a Bliss a rendirse con un «Armbar».
  - Después de la lucha, Natalya & The Bella Twins salieron a felicitar a Rousey.
- Shinsuke Nakamura derrotó a Jeff Hardy y retuvo el Campeonato de los Estados Unidos (11:00).[22][31]
  - Nakamura cubrió a Jeff después de un «Kinshasa».
- Roman Reigns derrotó a Brock Lesnar (con Paul Heyman) y ganó el Campeonato Universal de la WWE (6:10).[22][32]
  - Reigns cubrió a Lesnar después de un «Spear».
  - Antes de la lucha, Braun Strowman apareció y anunció que canjearía su contrato Money in the Bank contra el ganador de la lucha. Sin embargo, Strowman finalmente no pudo canjear su contrato debido a que fue atacado por Lesnar durante la lucha.

### Torneo por una oportunidad por el Campeonato en Parejas de SmackDown
|  | Semi-final SmackDown Live (7/24, 7/31)  | Semi-final SmackDown Live (7/24, 7/31)  | Semi-final SmackDown Live (7/24, 7/31) |                  |                                     | Final SmackDown Live (8/7)          | Final SmackDown Live (8/7) | Final SmackDown Live (8/7) |  |
|  |                                         |                                         |                                        |                  |                                     |                                     |                            |                            |  |
|  |                                         |                                         |                                        |                  |                                     |                                     |                            |                            |  |
|  | SAni†Y (Alexander Wolfe & Killian Dain) | SAni†Y (Alexander Wolfe & Killian Dain) | 7:55                                   |                  |                                     |                                     |                            |                            |  |
|  | SAni†Y (Alexander Wolfe & Killian Dain) | SAni†Y (Alexander Wolfe & Killian Dain) | 7:55                                   |                  |                                     |                                     |                            |                            |  |
|  | The New Day (Big E & Xavier Woods)      | The New Day (Big E & Xavier Woods)      | Pin                                    |                  |                                     |                                     |                            |                            |  |
|  | The New Day (Big E & Xavier Woods)      | The New Day (Big E & Xavier Woods)      | Pin                                    |                  | The New Day (Big E & Kofi Kingston) | The New Day (Big E & Kofi Kingston) | Pin                        |                            |  |
|  |                                         |                                         |                                        |                  | The New Day (Big E & Kofi Kingston) | The New Day (Big E & Kofi Kingston) | Pin                        |                            |  |
|  |                                         |                                         | Cesaro & Sheamus                       | Cesaro & Sheamus | 21:32                               |                                     |                            |                            |  |
|  | Cesaro & Sheamus                        | Cesaro & Sheamus                        | Cesaro & Sheamus                       | Cesaro & Sheamus | 21:32                               | Pin                                 |                            |                            |  |
|  | Cesaro & Sheamus                        | Cesaro & Sheamus                        |                                        |                  |                                     | Pin                                 |                            |                            |  |
|  | The Usos (Jimmy Uso & Jey Uso)          | The Usos (Jimmy Uso & Jey Uso)          | 13:55                                  |                  |                                     |                                     |                            |                            |  |
|  | The Usos (Jimmy Uso & Jey Uso)          | The Usos (Jimmy Uso & Jey Uso)          | 13:55                                  |                  |                                     |                                     |                            |                            |  |
|  |                                         |                                         |                                        |                  |                                     |                                     |                            |                            |  |